# Kaap Engelsmanplaat
De Kaap Engelsmanplaat is een houten zeekaap op het noordelijk deel van de zandplaat Engelsmanplaat in de Nederlandse gemeente Noardeast-Fryslân. De kaap is een dagmerk en is in die functie als markant herkenningspunt een baken voor de scheepvaart en voor wadlopers.
Naar het westen staat op Ameland het Baken op Het Oerd.

## Geschiedenis
Honderden jaren heeft op de hier aanwezige zandbank een kaap gestaan. Reeds in 1593 zou hier al een baken hebben gestaan
Voor de huidige kaap heeft er ook een grotere gietijzeren kaap gestaan van hetzelfde ontwerp als die op de derde duintjes op Terschelling. Deze kaap heeft van 1919 tot aan 1966 op de Engelsmanplaat gestaan en is toen, omdat de plaat begon af te kalven afgebroken. Deze kaap had een rechthoekig scherm en in het kraaiennest een sectorlicht. In deze kaap heeft ook een reddingshuisje gezeten dat na de sloop van deze kaap jarenlang als theehuisje dienst gedaan in Zoutkamp en is nu geplaatst in een openbaar replica van deze zeshoekige gietijzeren kaap.
In 1968 werd er hier een nieuwe kaap gebouwd. Het baken was voor de scheepvaart voorzien van een licht.
Begin jaren 1980 is de kaap scheef gaan zakken en men heeft toen het licht van het baken weggehaald.
Op 1 november 2006 woedde er een storm die de kaap heeft verwoest door deze te doen omwaaien of omslaan door de golven. Het baken stond tot die tijd op de oostkant van de zandbank. In het baken bevond zich een drenkelingenhuisje. Op 3 november is een groot deel van de kaap aangespoeld op Schiermonnikoog. Op de standplaats van de kaap bleven twee stompen van 70 centimeter lang achter, samen met de verankerpunten voor de stalen kabels.
Op 11 juli 2007 werd er op Engelsmanplaat een nieuwe kaap gebouwd in opdracht van Rijkswaterstaat. De kaap werd nog steeds gebruikt door wadlopers als belangrijk oriëntatiepunt. In de dagen ervoor heeft een aannemer in Harlingen een nieuwe kaap gebouwd. Deze is vervolgens naar de zandplaat gevaren met een ponton. De aannemer heeft aldaar nieuwe funderingen aangelegd en de nieuwe kaap daarop gezet. Tevens werden er bij deze werken ook de stenen funderingen van eerdere kapen opgeruimd. De nieuwe kaap heeft men ongeveer 180 meter ten zuiden van de in 1968 gebouwde kaap gebouwd.

## Opbouw

### 1919
Het baken uit 1919 was een zeshoekige, gietijzeren kaap met een zeshoekig drenkelingenhuisje en een in de lengte geplaatst rechthoekig scherm. Bovenin de toren zat een kraaiennest met een sectorlicht. Deze kaap is maar op een paar foto’s afgebeeld.

### 1968
Het baken uit 1968 stond uit vier lange houten palen die in piramidevorm geplaatst werden en een houten paal in het midden. In de top bevond zich een kraaiennest waar tot begin jaren 1980 een licht voor de scheepvaart bevestigd was. Eronder bevond zich een rechthoekig hekwerk van latten. De lange houten palen werden onderling verbonden met horizontale balken. Halverwege bevond zich het drenkelingenhuisje. Eronder werden de lange houten palen verbonden met diagonale dwarsbalken.

### 2007
De in 2007 geplaatste kaap is 12 meter hoog. Het bestaat wederom uit vier lange houten palen die in piramidevorm geplaatst zijn en onderling verbonden zijn met horizontale dwarsbalken. In het midden van de kaap bevindt zich een verticale houten paal. Boven in de kaap is weer een rechthoekig hekwerk geplaatst. De kaap is op een betonnen fundering geplaatst.